# مدینه سوسه
مدینه سوسه (انگلیسی: Medina of Sousse)، در سوسه، استان سوسه در کشور تونس واقع شده است. این مدینه در سال ۱۹۸۸، طی دوازدهمین کمیته میراث جهانی به عنوان میراث جهانی تونس ثبت شد. شهر ساحلی سوسه در قرن نهم تحت سلطه اغلبیان به عنوان بخشی از سیستم دفاعی برای محافظت در برابر دزدی دریایی و سایر حملات از دریا اهمیت ویژه‌ای برخوردار شد. این مدینه به خوبی حفظ شده است. بناهایی از جمله رباط که هم بارو و هم بنای مذهبی آن همچون مسجد جامع، قصبه، مسجد بوفتاته و استحکامات دفاعی باقی مانده است.